# Kajetan Broniewski
Kajetan Tomasz Broniewski (Zabrze, 6 marzo 1963) è un ex canottiere polacco.

## Palmarès

### Olimpiadi
- 1 medaglia:
  - 1 bronzo (Barcellona 1992 nel singolo)

### Giochi dell'Amicizia
- 1 medaglia:
  - 1 bronzo (Mosca 1984 nel doppio)

### Mondiali
- 1 medaglia:
  - 1 bronzo (Vienna 1991 nel singolo)